# Ignacio de Veintemilla
Ignacio de Veintemilla, ekvadorski general in politik, * 1830, † 1909.